# Dollingstown
Dollingstown is een plaats in het Noord-Ierse County Armagh.
Dollingstown telt 1830 inwoners. Van de bevolking is 90,8% protestant en 4,7% katholiek.